# Beedenbostel
Beedenbostel – miejscowość i gmina w Niemczech, w kraju związkowym Dolna Saksonia, w powiecie Celle, wchodzi w skład gminy zbiorowej Lachendorf.